# Бытковчик
Бытковчик (укр. Битківчик) — река на Украине, в пределах Надворнянского района Ивано-Франковской области. Левый приток реки Быстрица-Надворнянская (бассейн Днестра).

## Описание
Длина реки 11 км, площадь бассейна 29,6 км². Уклон реки 25 м/км. Река горного типа. Долина узкая и глубокая, в верхнем течении покрыта лесом. Русло слабоизвилистое, с каменистым дном и перекатами. К западу от посёлка Бытков на реке расположен живописный водопад Бытковчик.

## Русло
Берёт начало к западу от посёлка городского типа Бытков, среди гор массива Горганы. Течёт сначала на северо-восток, далее — преимущественно на восток, в низовьях — на юго-восток. Впадает в Быстрицу-Надворнянскую напротив западной окраины села Пнев.

## Притоки
Наибольший приток — Бытковец (правый).

## Населённые пункты
Река протекает через посёлок городского типа Бытков.